# Luca Ricci (calciatore)
Luca Ricci (Bibbiena, 13 marzo 1989) è un calciatore italiano, difensore della Sarnese.

## Carriera

### Club
Esordisce in Serie B nella stagione 2007-2008, nella quale disputa una presenza con la maglia del Cesena; rimane nella squadra bianconera anche nella stagione successiva, nella quale gioca 9 partite in Lega Pro Prima Divisione. nella stagione 2009-2010 gioca in prestito nel Pavia, con cui disputa 29 partite senza mai segnare nel campionato di Lega Pro Seconda Divisione; l'anno seguente viene invece ceduto in prestito al Pergocrema, con cui gioca 33 partite e segna i suoi primi 2 gol in carriera in campionati professionistici. A fine stagione torna per fine prestito al Cesena, con cui nella stagione 2011-2012 gioca 2 partite in Serie A; nel mercato di gennaio viene ceduto in prestito allo Spezia, con cui vince il campionato di Lega Pro Prima Divisione, la Coppa Italia di Lega Pro e la Supercoppa di Lega di Prima Divisione, per un totale di 6 presenze (5 delle quali in campionato) senza gol con la maglia della squadra ligure. A fine stagione fa nuovamente ritorno al Cesena, che lo cede in prestito all'Ascoli; con i marchigiani Ricci segna il suo primo gol in carriera in Serie B in 36 presenze. In seguito alla retrocessione in Lega Pro Prima Divisione dell'Ascoli torna al Cesena, scendendo in campo nella prima giornata di campionato della Serie B 2013-2014. Prima della chiusura della sessione estiva di calciomercato passa in prestito al Varese, sempre in Serie B, dove gioca 15 partite. Nella stagione 2014-2015 veste la maglia del Catanzaro, in Lega Pro.
Il 29 gennaio 2015 passa alla Pistoiese; successivamente gioca nel Catanzaro, nell'Ancona, nel Monopoli e nella Carrarese sempre in Lega Pro.
Il 9 luglio 2019 torna nuovamente al Cesena in Serie C, squadra nella quale è cresciuto e con la quale ha debuttato nei tre più importanti campionati professionistici.
Dopo due anni abbastanza positivi in terra romagnola, torna alla Pistoiese, squadra in cui aveva già militato nel 2015.
Nel mercato invernale viene ceduto alla Viterbese. Dal 1º luglio 2023, così come tutti i suoi compagni di squadra della Viterbese, rimane svincolato a causa della mancata iscrizione del club in una competizione.
Viene ingaggiato cosi dalla Recanatese, club di Serie C, ma alla fine del mercato invernale, a gennaio 2025, si trasferisce alla Turris, sempre in terza serie, con cui finisce il campionato.  La stagione successiva viene confermato ma causa gli innumerevoli problemi della società corallina, alle prese con mancanza di liquidità economica, a gennaio 2025 rescinde il contratto e si accasa, fino alla fine della stagione, con il club di Serie D dalla Sarnese.

### Nazionale
Tra il 2009 ed il 2010 ha giocato 4 partite amichevoli con la maglia della nazionale Under-20.

## Statistiche

### Presenze e reti nei club
Statistiche aggiornate al 28 aprile 2025.
| Stagione         | Squadra          | Campionato       | Campionato | Campionato | Coppe nazionali | Coppe nazionali | Coppe nazionali | Coppe europee | Coppe europee | Coppe europee | Altre coppe | Altre coppe | Altre coppe | Totale | Totale | Totale |
| Stagione         | Squadra          | Comp             | Pres       | Reti       | Comp            | Pres            | Reti            | Comp          | Pres          | Reti          | Comp        | Pres        | Reti        | Pres   | Reti   |        |
| ---------------- | ---------------- | ---------------- | ---------- | ---------- | --------------- | --------------- | --------------- | ------------- | ------------- | ------------- | ----------- | ----------- | ----------- | ------ | ------ | ------ |
| 2007-2008        | Cesena           | B                | 1          | 0          | CI              | -               | -               | -             | -             | -             | -           | -           | -           | 1      | 0      |        |
| 2008-2009        | Cesena           | 1D               | 9          | 0          | CI              | 0               | 0               | -             | -             | -             | SdL-1D      | 0           | 0           | 9      | 0      |        |
| 2009-2010        | Cesena           | B                | 1          | 0          | CI              | -               | -               | -             | -             | -             | -           | -           | -           | 1      | 0      |        |
| 2009-2010        | Pavia            | 2D               | 29+1       | 0          | -               | -               | -               | -             | -             | -             | -           | -           | -           | 30     | 0      |        |
| 2010-2011        | Pergocrema       | 1D               | 33+2       | 2          | -               | -               | -               | -             | -             | -             | -           | -           | -           | 35     | 2      |        |
| 2011-gen. 2012   | Cesena           | A                | 2          | 0          | CI              | 1               | 0               | -             | -             | -             | -           | -           | -           | 3      | 0      |        |
| gen.-giu. 2012   | Spezia           | 1D               | 5          | 0          | -               | -               | -               | -             | -             | -             | SdL-1D      | 1           | 0           | 6      | 0      |        |
| 2012-2013        | Ascoli           | B                | 36         | 1          | CI              | 2               | 0               | -             | -             | -             | -           | -           | -           | 38     | 1      |        |
| ago. 2013        | Cesena           | B                | 1          | 0          | CI              | 2               | 0               | -             | -             | -             | -           | -           | -           | 3      | 0      |        |
| set. 2013-2014   | Varese           | B                | 14         | 0          | CI              | 1               | 0               | -             | -             | -             | -           | -           | -           | 15     | 0      |        |
| 2014-gen. 2015   | Catanzaro        | LP               | 9          | 0          | CI+CI-LP        | 1+1             | 0               | -             | -             | -             | -           | -           | -           | 11     | 0      |        |
| gen.-giu. 2015   | Pistoiese        | LP               | 12         | 0          | -               | -               | -               | -             | -             | -             | -           | -           | -           | 12     | 0      |        |
| 2015-2016        | Catanzaro        | LP               | 33         | 1          | CI              | 1               | 0               | -             | -             | -             | -           | -           | -           | 34     | 1      |        |
| Totale Catanzaro | Totale Catanzaro | Totale Catanzaro | 42         | 1          |                 | 3               | 0               |               | -             | -             |             | -           | -           | 45     | 1      |        |
| 2016-2017        | Ancona           | LP               | 36         | 1          | CI+CI-LP        | 2+3             | 0+1             | -             | -             | -             | -           | -           | -           | 41     | 2      |        |
| 2017-gen. 2018   | Monopoli         | C                | 20         | 0          | CI-C            | 2               | 0               | -             | -             | -             | -           | -           | -           | 22     | 0      |        |
| gen.-giu. 2018   | Carrarese        | C                | 15+2       | 0          | -               | -               | -               | -             | -             | -             | -           | -           | -           | 17     | 0      |        |
| 2018-2019        | Carrarese        | C                | 35+4       | 2+0        | CI+CI-C         | 1+2             | 0               | -             | -             | -             | -           | -           | -           | 42     | 2      |        |
| Totale Carrarese | Totale Carrarese | Totale Carrarese | 50+6       | 2+0        |                 | 3               | 0               |               | -             | -             |             | -           | -           | 59     | 2      |        |
| 2019-2020        | Cesena           | C                | 15         | 0          | CI-C            | 3               | 0               | -             | -             | -             | -           | -           | -           | 18     | 0      |        |
| 2020-2021        | Cesena           | C                | 28+2       | 0          | CI-C            | -               | -               | -             | -             | -             | -           | -           | -           | 30     | 0      |        |
| Totale Cesena    | Totale Cesena    | Totale Cesena    | 57+2       | 0          |                 | 6               | 0               |               | -             | -             |             | 0           | 0           | 65     | 0      |        |
| 2021-gen. 2022   | Pistoiese        | C                | 17         | 1          | -               | -               | -               | -             | -             | -             | -           | -           | -           | 17     | 1      |        |
| Totale Pistoiese | Totale Pistoiese | Totale Pistoiese | 29         | 1          |                 | -               | -               |               | -             | -             |             | -           | -           | 29     | 1      |        |
| gen.-giu. 2022   | Viterbese        | C                | 15+2       | 0          | -               | -               | -               | -             | -             | -             | -           | -           | -           | 17     | 0      |        |
| 2022-2023        | Viterbese        | C                | 33         | 1          | CI-C            | 2               | 0               | -             | -             | -             | -           | -           | -           | 35     | 1      |        |
| Totale Viterbese | Totale Viterbese | Totale Viterbese | 48+2       | 1          |                 | 2               | 0               |               | -             | -             |             | -           | -           | 52     | 1      |        |
| 2023-feb. 2024   | Recanatese       | C                | 16         | 0          | CI-C            | -               | -               | -             | -             | -             | -           | -           | -           | 16     | 0      |        |
| feb.-giu. 2024   | Turris           | C                | 11         | 0          | CI-C            | -               | -               | -             | -             | -             | -           | -           | -           | 11     | 0      |        |
| gen.-giu. 2025   | Sarnese          | D                | 14         | 0          | CI-D            | -               | -               | -             | -             | -             | -           | -           | -           | 14     | 0      |        |
| Totale carriera  | Totale carriera  | Totale carriera  | 440+13     | 9          |                 | 24              | 1               |               | -             | -             |             | 1           | 0           | 478    | 10     |        |

## Palmarès

### Club

#### Competizioni nazionali
- Lega Pro Prima Divisione: 1

Spezia: 2011-2012
- Coppa Italia Lega Pro: 1

Spezia: 2011-2012
- Supercoppa di Lega di Prima Divisione: 1

Spezia: 2012